# 사쓰마기리코

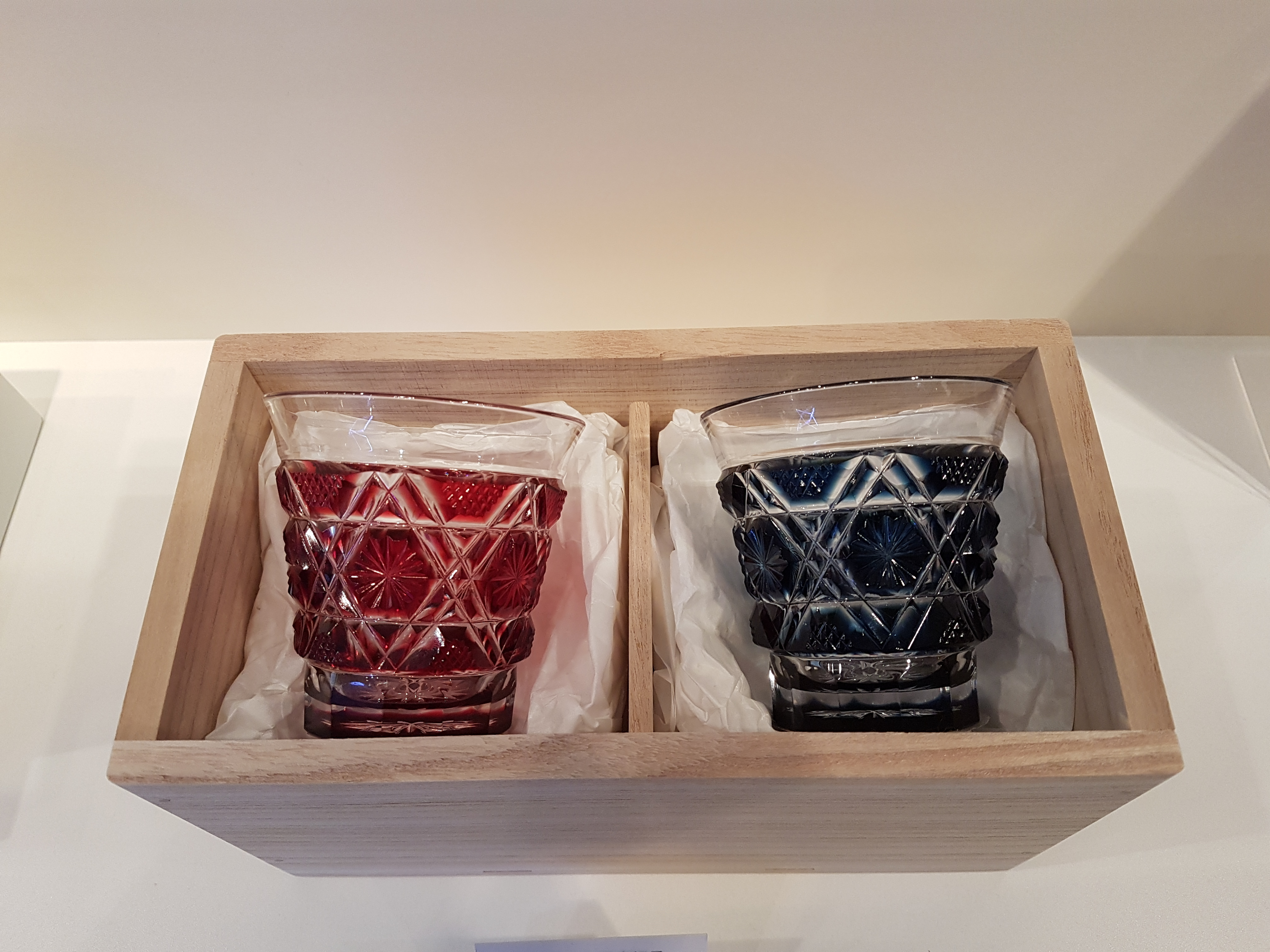
사쓰마기리코 유리잔 2개

사쓰마기리코(일본어: 薩摩切子)는 일본식 컷 글라스 유리공예의 일종이다. 에도 시대 말기에서 메이지 유신 초기 사쓰마번의 시마즈씨가 발달시켰으며, 현재는 가고시마현의 특산품이다.